# Gaius Appuleius Diocles
Pour les articles homonymes, voir Dioclès.
Dioclès ou Gaius Appuleius Diocles, né en 104 à Lamego et mort en 146 à Palestrina, est l'un des plus fameux auriges de l'Antiquité.
En 24 ans de carrière, cet « hispanus lusitanus » prend part à 4 257 courses pour 1 462 victoires.

## Carrière

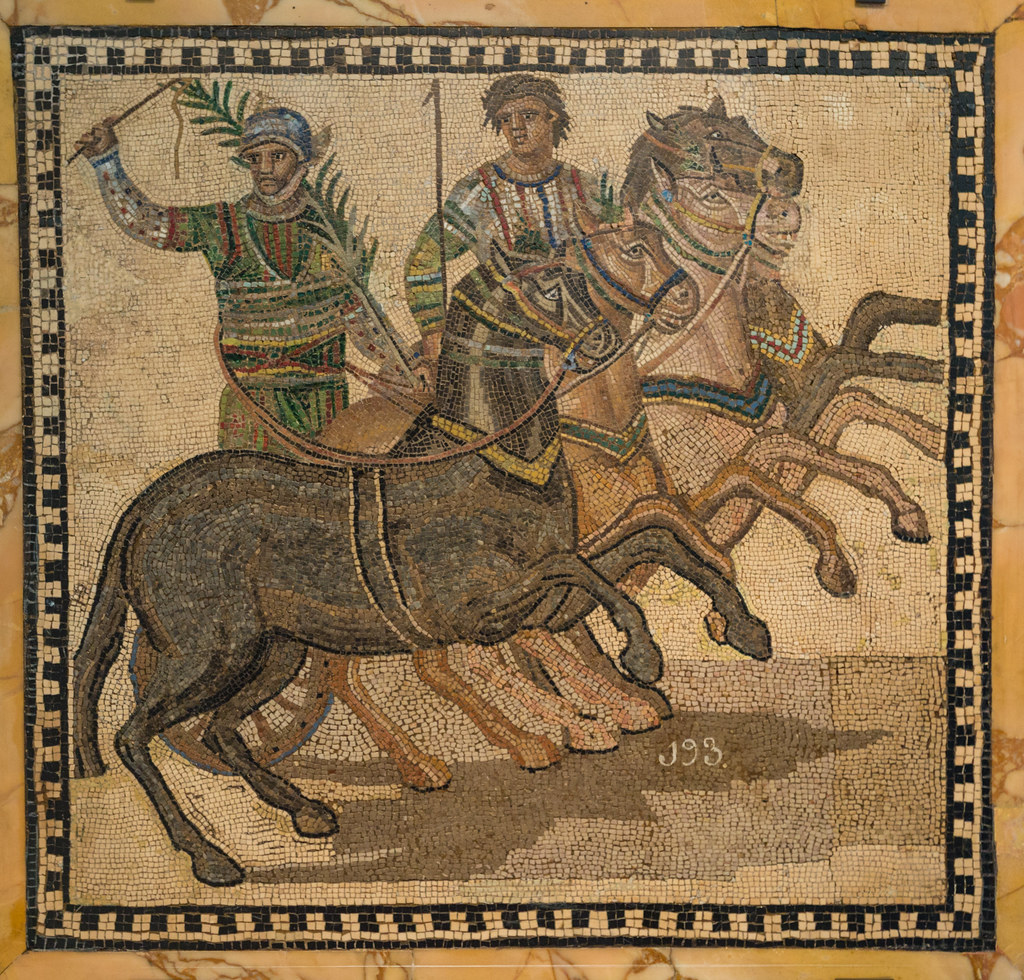
Vainqueur d'une course de quadrige.

Gaius Appuleius Diocles débute à 18 ans chez les Blancs. Il remporte sa première course à 24 ans puis s’engage chez les Verts pour trois ans avant de conclure sa carrière par quinze années à courir pour les Rouges. Les gains financiers de Dioclès en primes de courses, de victoires ou de transferts sont considérables : 35 863 120 sesterces. C’est plus que le fabuleux héritage de Néron (30 millions de sesterces). 
Sur le monument que ses collègues ont fait édifier pour lui en 146, il est indiqué que Dioclès aurait pris sa retraite après 24 ans de carrière, à l’âge de 42 ans. 
Au terme de sa brillante carrière, il reçoit le titre de meilleur aurige de l’histoire. Les statistiques romaines sur les courses de chars étaient tellement précises qu’on sait, par exemple, que Diocles remporta 502 victoires dans le dernier tour, tandis que l’ensemble de ses gains financiers sont compilés au sesterce près.

## Gains
Ses gains financiers étaient tels qu'en comparant la monnaie romaine avec les monnaies actuelles, il est aussi le sportif le plus riche de l'histoire selon Peter Struck, historien de l'Antiquité,. D'après ses calculs, Dioclès aurait ainsi remporté des gains s'élevant à 35 millions de sesterces, soit un montant de près de 11 milliards d'euros, pour un total de 1 462 victoires.

## Personnage de fiction
Dans Astérix et la Transitalique, il est fait mention du grand conducteur de char romain Coronavirus, « le champion aux MCDLXII victoires ». C'est une allusion à Dioclès et à ses « 1 462 victoires dans des courses de quadriges ou d'attelages plus importants encore ».